# Mario Marghinotti
Mario Marghinotti (Cagliari, 10 febbraio 1887 – ...) è stato un generale italiano, veterano della guerra italo-turca, della prima guerra mondiale e della guerra d'Etiopia. Durante la seconda guerra mondiale fu comandante della 38ª Divisione fanteria "Puglie", della 25ª Divisione fanteria "Bologna", dell'11ª Divisione fanteria "Brennero" e dell'VIII Corpo d'Armata. Decorato con due Medaglie d'argento al valor militare, la Croce di Commendatore dell'Ordine della Corona d'Italia e del titolo di Grande Ufficiale dell'Ordine al merito della Repubblica Italiana.

## Biografia
Nacque a Cagliari il 10 febbraio 1887, figlio di Efisio e di Antonietta Piras, entrambi di origini cagliaritane. Il padre era ragioniere capo dell'intendenza di finanza.
Nel 1903 entrò come allievo nella Regia Accademia Militare di Fanteria e Cavalleria di Modena, da cui uscì il 14 settembre 1908 con il grado di sottotenente assegnato all'arma di fanteria. Prese parte alla guerra italo-turca e successivamente alla prima guerra mondiale, come tenente e capitano. Da maggiore, comandò il III Battaglione del 151º Reggimento della Brigata "Sassari" sul Piave, dal luglio del 1917 al marzo 1918. Al termine del conflitto risultava decorato con due Medaglie d'argento al valor militare
Divenuto tenente colonnello ricoprì, dal 1928 al 1930, l'incarico di istruttore al corso di applicazione per ufficiali presso la Scuola di guerra di Torino.
Promosso colonnello il 16 gennaio 1930, comandò prima il 40º Reggimento fanteria "Bologna", prestando successivamente servizio presso il Regio corpo truppe coloniali della Libia ed infine presso il comando delle truppe coloniali in Eritrea, partecipando alla guerra d'Etiopia nel 1935-1936.
Dal 1º luglio 1937 fu promosso generale di brigata e divenne il vice comandante della divisione di fanteria del Volturno a Caserta. Nel 1938 prestò servizio presso il Ministero dell'Africa Italiana e dal 1939 fu comandante della 25ª Brigata coloniale in Africa Orientale Italiana.
Divenuto generale di divisione, con anzianità 1º gennaio 1940, il 31 maggio dello stesso anno assunse il comando della 38ª Divisione fanteria "Puglie", dove lo colse l'entrata in guerra del Regno d'Italia, avvenuta il 10 giugno successivo presso la sede di guarnigione a Conegliano Veneto.
Rimase al detto comando della Grande Unità sino all'11 novembre, passando a disposizione del Ministero della guerra sino al seguente 3 marzo 1941 quando si trasferì in Libia per assumere il comando della 25ª Divisione fanteria "Bologna", il 10 marzo dello stesso anno. Prese parte alla operazioni belliche in Africa Settentrionale Italiana sino al 27 agosto successivo, per poi passare a disposizione del comando superiore FF. AA. Africa settentrionale, per incarico speciale, che comprendeva l'organizzazione delle bande arabe.
Rientrato a Cagliari, presso il XIII Corpo d'Armata per incarichi speciali in data 19 dicembre, vi rimase per poco tempo, perché già dall'11 febbraio 1942 fu inviato in Grecia per assumere dapprima il comando della 11ª Divisione fanteria "Brennero" e poi, il 21 ottobre, il comando dell'VIII Corpo d'Armata con Quartier generale ad Agrignon, impegnato in compiti di presidio territoriale.
Promosso generale di corpo d'armata con anzianità 1º luglio 1943, subito dopo l'armistizio dell'8 settembre venne catturato dai tedeschi il 14 dello stesso mese ed poi trasferito in Polonia per essere internato nel campo di concentramento per ufficiali generali 64/Z di Schokken (Skoki).
Rientrò in Italia dopo la fine delle ostilità nel settore europeo, nel maggio 1945.
Su proposta della Presidenza del Consiglio dei Ministri gli fu conferita, il 2 giugno 1956, l'onorificenza di Grande Ufficiale Ordine al merito della Repubblica Italiana.

### Fonti
1. 1 2 3 4 5 6 7 8 9 10 11 12  Generals.
2. 1 2   Mario Marghinotti, su quirinale.it. URL consultato il 18 maggio 2019.
3. ↑  Gazzetta Ufficiale del Regno d'Italia n.289 del 12 dicembre 1935, pag. 5631.
4. ↑  Sito web del Quirinale: dettaglio decorato. (Marghinotti, gen. c.d.a. Mario)